# Natura 2000
Natura 2000 — мережа охоронних ділянок, центральний елемент у охороні біорізноманіття на території країн-членів Європейського Союзу. Елементами цієї мережі є типи природних середовищ (Special Areas of Conservation), рідкісні і такі, що перебувають під загрозою зникнення або руйнування.
Станом на 2017 рік мережа включає 27 312 ділянок. Вони охоплюють 787 606 км2 суходолу (близько 18 % території ЄС) та 360 350 км2 моря. Мережа охоплює дев'ять біогеографічних регіонів: Альпійський, Атлантичний, Чорноморський, Бореальний, Континентальний, Макаронезійський, Середземноморський, Паннонський та Степовий.

## Нормативна основа програми

### Директива про оселища
У 1992 році Європейський Союз прийняв Директиву 92/43/ЄЕС (від 21 травня 1992 року) про збереження природних оселищ та видів природної фауни і флори (Директива про оселища). Основною метою прийняття цієї Директиви є сприяння збереженню біорізноманіття шляхом збереження природних оселищ і видів природної флори та фауни, які мають важливе значення для суспільства на території держав-членів ЄС.
Директива про оселища доповнює Директиву про охорону природних видів птахів, що була прийнята в 1979 році, як Директива 79/409/ЄЕС, а після поправки 2009 року як 2009/147/ЄС. Найважливішим інструментом для виконання завдань Директиви про оселища є визначення територій, важливих для Європейського Союзу — об'єктів природи загальноєвропейського значення (Sites of Community Importance), які, разом зі спеціальними природоохоронними територіями (Special Protection Areas), визначеними відповідно до Директиви про охорону птахів, утворюють мережу NATURA 2000. У додатках Директиви наведені переліки типів оселищ і видів загальноєвропейського значення, які потребують різних форм збереження.

### Директива про охорону птахів
Директива про оселища доповнює Директиву Європейського союзу зі збереження диких птахів, що набула чинності 1979 році. Цю Директиву було замінено Директивою 2009/147/EC про охорону диких птахів. Внесені зміни носили здебільшого формальний характер. Директива має на меті створення умов для охорони, управління та контролю за популяціями диких видів птахів, а також регулювання використання цих видів у Європейському Союзі. Вона служить для забезпечення базового захисту диких птахів від лову і забою, а також для забезпечення достатньої охорони ареалів їх проживання, особливо це стосується захисту зникаючих і мігруючих видів; крім того, Директива забороняє масштабний вилов або вилов не вибірковими методами, і запобігає торгівлю та комерційне використання більшості видів птахів.
Відповідно Директиві, країни-члени ЄС повинні вживати спеціальні охоронні заходи для забезпечення захисту диких птахів і ареалів їх проживання. Директива про оселища ділить територію ЄС на дев'ять біогеографічних регіонів, кожен з яких має власну екологічну цілісність. Території Natura 2000 відбираються відповідно до умов кожного біогеографічного регіону; таким чином, відібрані території представляють види та типи оселищ, що перебувають у схожих природних умовах у різних країнах.
Кожна територія Natura 2000 має унікальну ідентифікаційну форму, яка називається стандартною формою даних. Ця форма використовується як юридичне посилання при оцінці управління видами та оселищами через концепцію сприятливого природоохоронного статусу. Natura 2000 Viewer — це інструмент для вивчення мережі, який надає доступ до кожної стандартної форми даних.

## Natura 2000 в Україні
В Україні спроба виокремити біотопи мережі Natura 2000 поки що зроблена тільки для Закарпатської низовини. Реалізація проекту мережі Natura 2000 в Україні є досить проблематичною, оскільки проявляються величезні розбіжності у підборі критеріїв та методів формування національної та Всеєвропейської екомереж. Зроблені спроби вибору елементів екомережі в Україні, як правило, базуються на власноруч вироблених методиках і абсолютно не вписуються у класифікаційні схеми об'єктів охорони, прийняті у Європі. Це стосується, насамперед, геоботанічних методик та систем, згідно яких подаються назви таксонів та синтаксонів. Переліки рідкісних рослинних угруповань та класифікації біотопів України європейською спільнотою не можуть бути використані через застосований домінантний підхід у їх ідентифікації. Особливо відчутно це проявляється на прикордонних територіях, де виникає необхідність узгодження структури регіональних екомереж України з європейськими.
В Україні будується Смарагдова мережа, або мережа Емеральд, що є відповідником мережі Natura 2000 поза країнами ЄС.

## Галерея

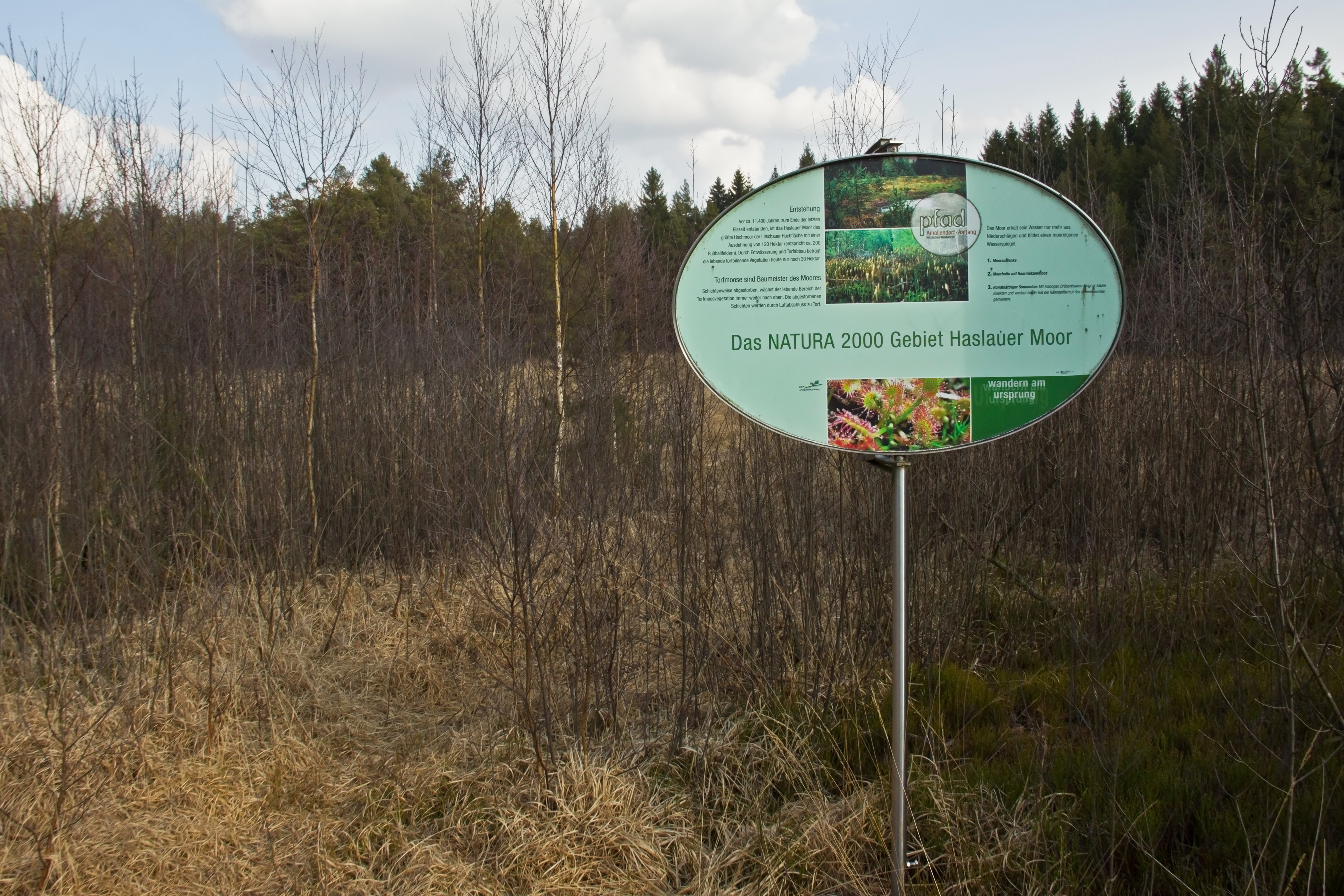
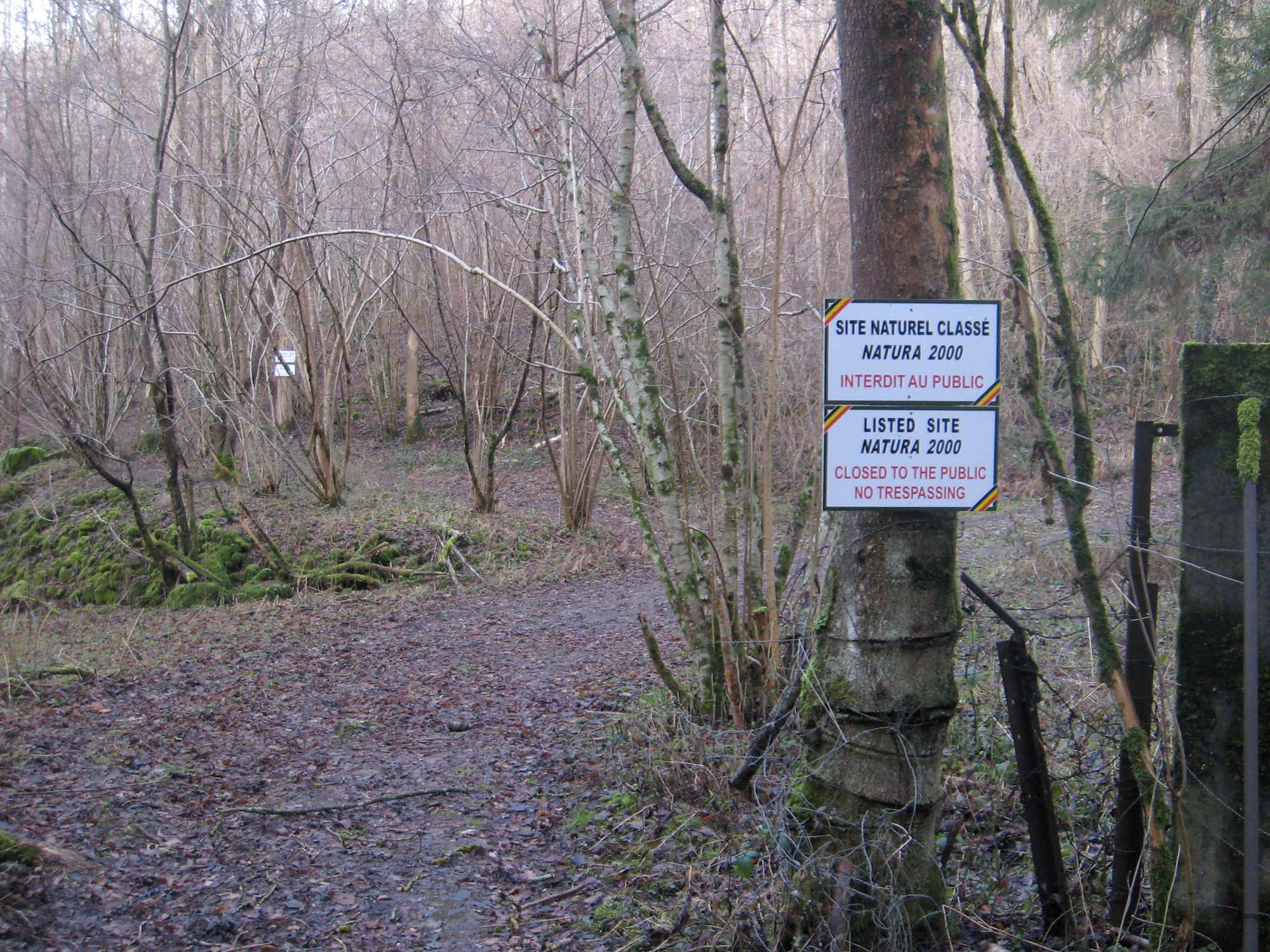
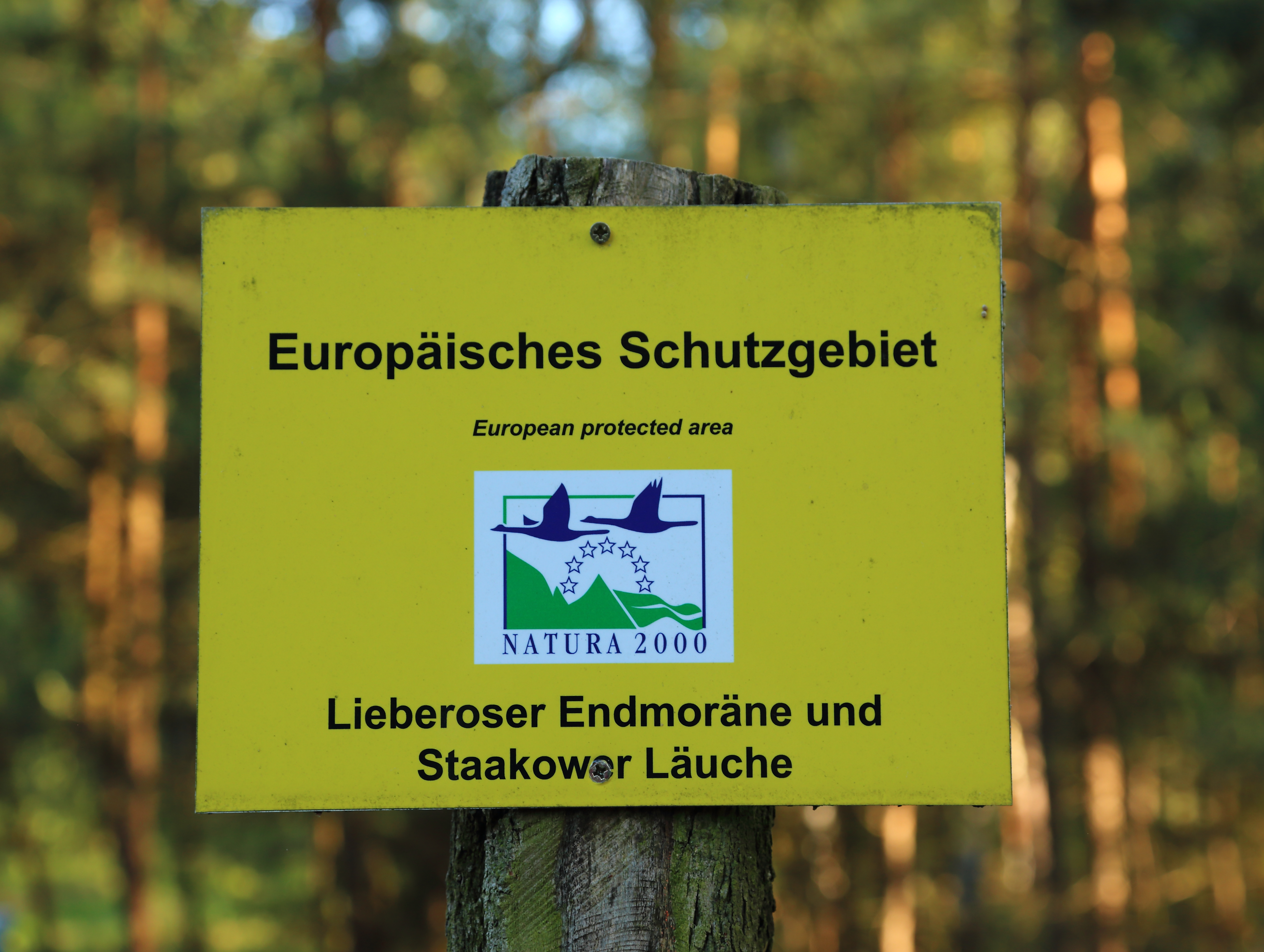
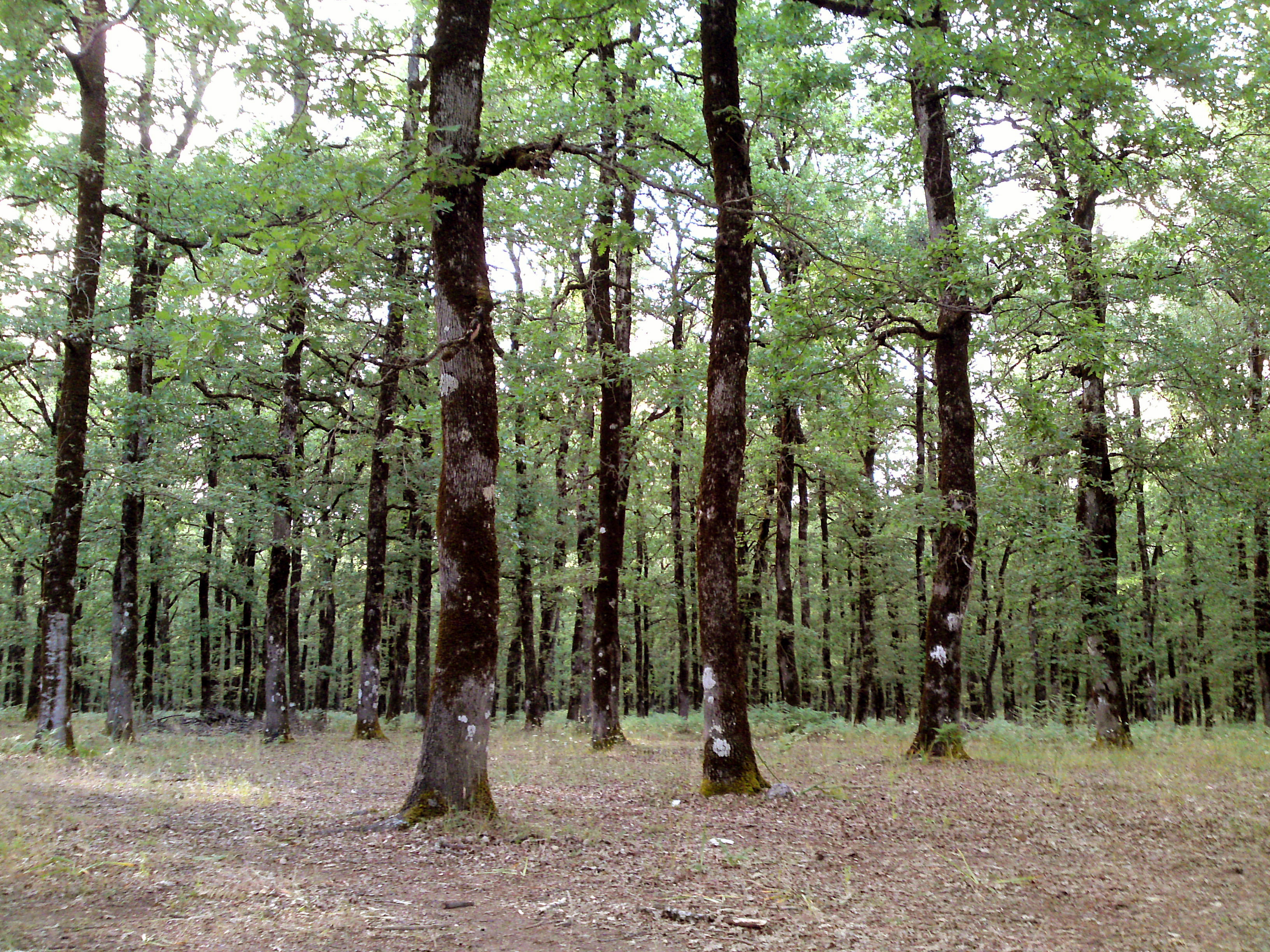
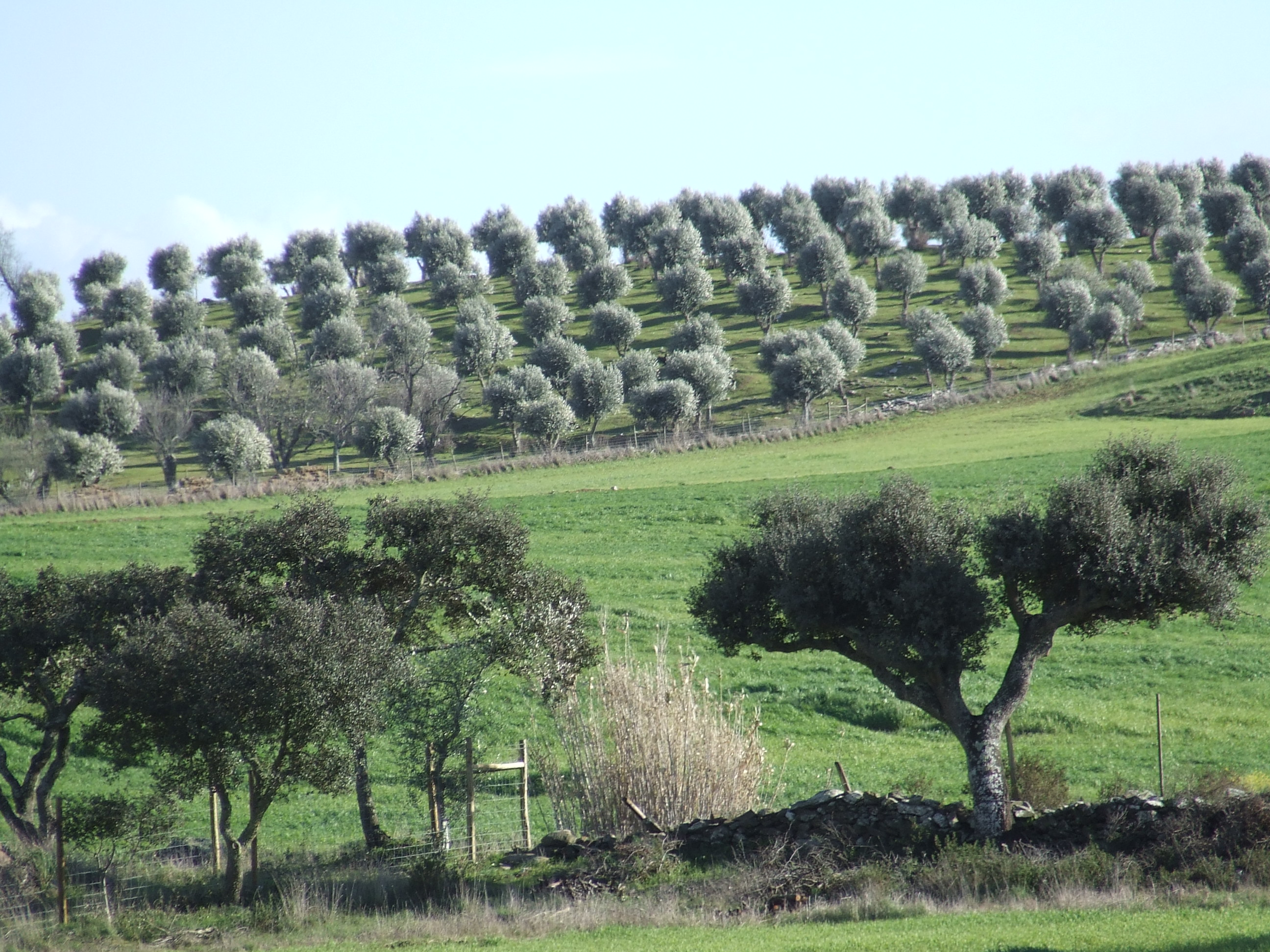
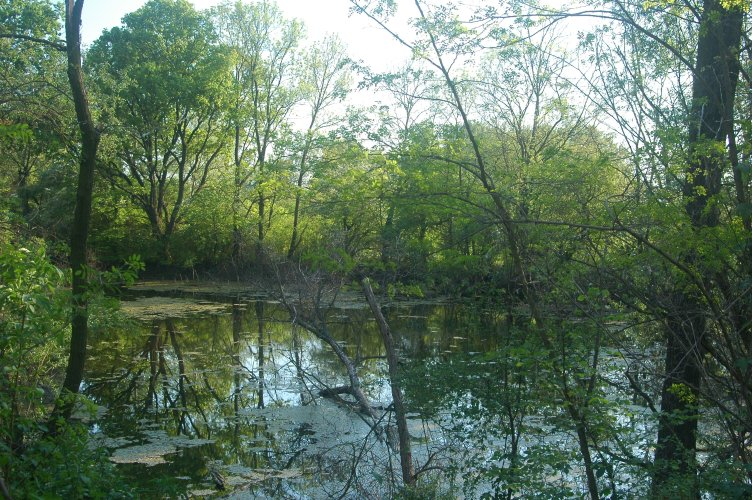
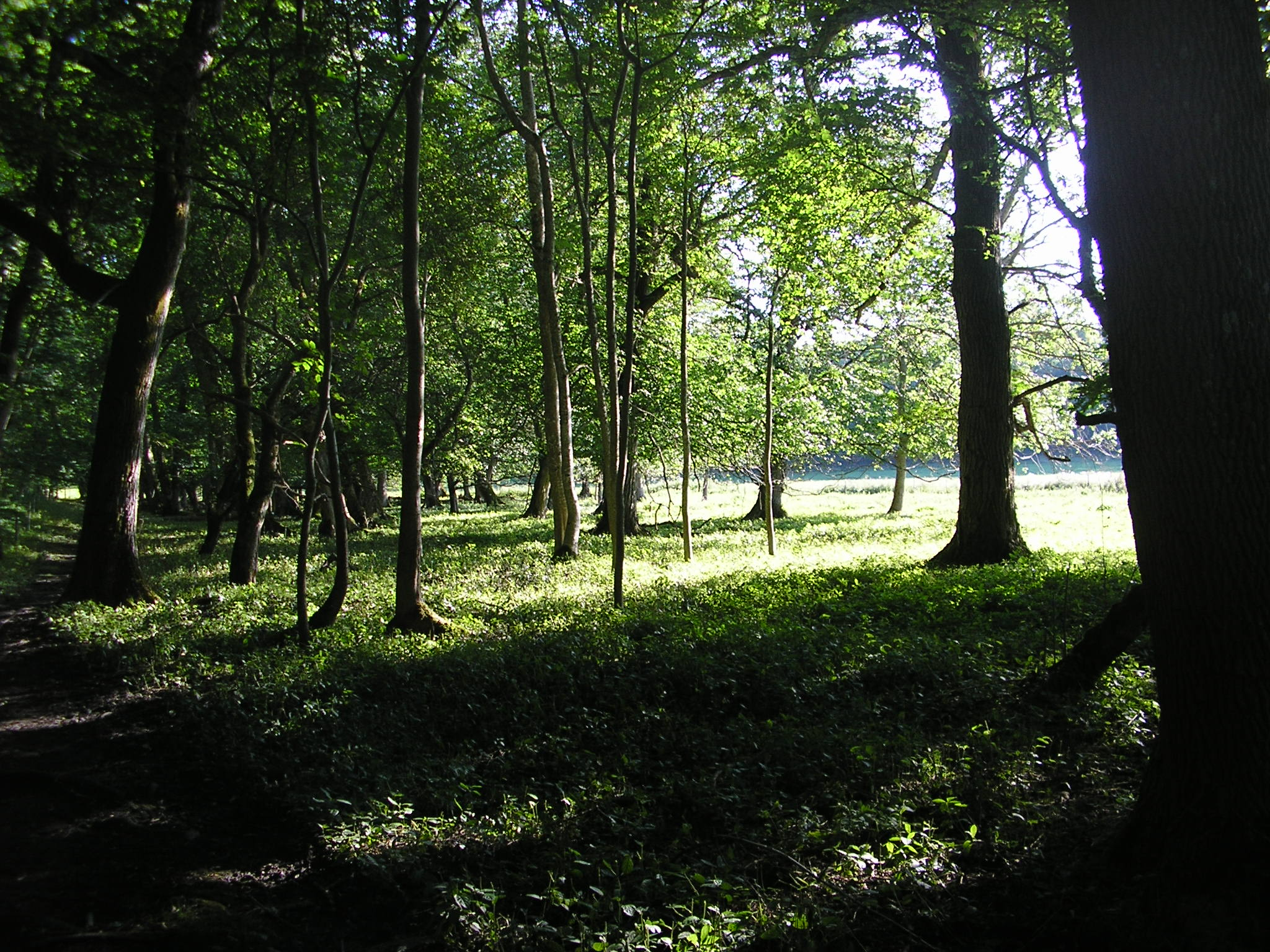
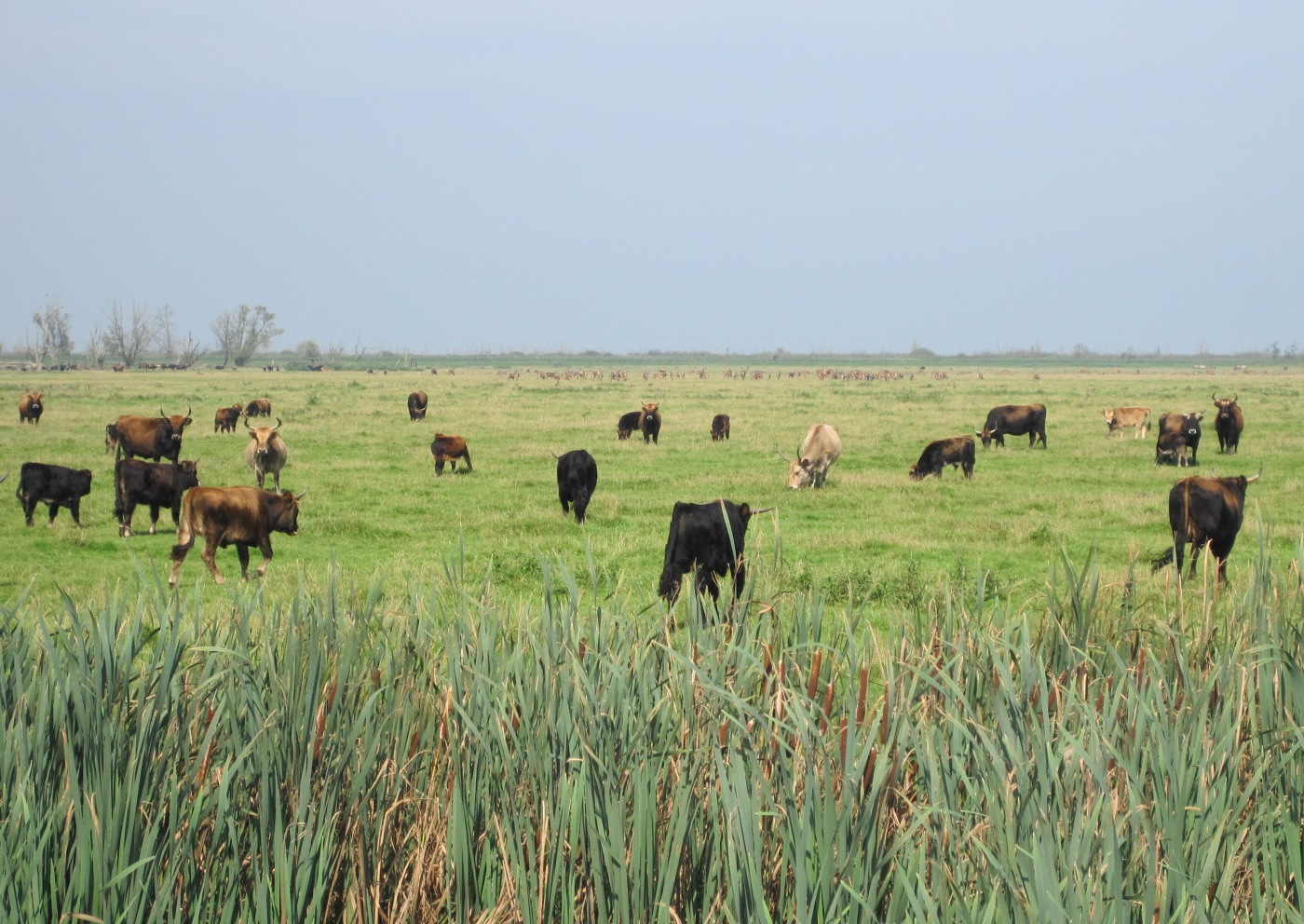